# Friesland: Klootschießen
Klootschießen ist ein deutscher Fernsehfilm von Markus Sehr aus dem Jahr 2016. Es ist die dritte Folge der Fernsehreihe Friesland.

## Handlung
Beim traditionellen ostfriesischen Klootschießen entdecken die beiden Polizisten Jens Jensen und Süher Özlügül eine Moorleiche. Da der Tote über 20 Jahre im Moor gelegen haben dürfte, erweist sich die Ermittlung der Identität als schwierig. Kommissar Jan Brockhorst aus Wilhelmshaven übernimmt die Hauptermittlung, in die sich Jensen und Özlügül immer wieder einmischen. Nach eingehenden Untersuchungen von Apothekerin und Hobbyforensikerin Insa Scherzinger ist davon auszugehen, dass es sich um einen Mordfall und um den großen Leeraner Fußballhelden Hannes Jell handelt, der vor 20 Jahren verschollen ist. Seinerzeit träumte Leer vom Aufstieg in die nächste Liga, was sich durch das Verschwinden des Hoffnungsträgers Jell zerschlagen hatte.
Nachdem im Ort bekannt wird, wer die Moorleiche ist, wird von der Bevölkerung sofort die Witwe Marlies Jell des Mordes bezichtigt. Kommissar Brockhorst nimmt diesen Hinweis gleich auf und studiert die alten Akten, in denen die Verdächtige als gewaltbereit beurteilt wurde. Jensen und Özlügül sprechen mit Marlies Jell, die von einer Affäre ihres Mannes mit einer anderen Frau berichtet, was sie ihm aber verziehen hätte. Özlügül hält es daher für möglich, dass der Fall damit zu tun haben könnte. Nach Insa Scherzingers nochmaliger Untersuchung der Moorleiche findet sie ein kleines Einschussloch. Um das passende Projektil zu finden, sieht sie sich noch einmal an der Fundstelle im Moor um und hat Erfolg.
Die Hetzjagd auf Marlies Jell eskaliert, als ein Unbekannter sie in ihrem Haus erschießen will, dabei aber ihre Schwester tödlich trifft, die bei ihr wohnt. Jensen verdächtigt Hauke Hansbach, den Stiefvater von Marlis Jell und ihrer Schwester Ulrike. Seit den Erbstreitigkeiten nach dem Tod ihrer Mutter ist er nicht gut auf beide zu sprechen. Özlügül geht derweil einer Spur zu einer verpfuschten OP des Fußballers nach. Der behandelnde Arzt Dr. Mark Lehsoll hat den medizinischen Kunstfehler wahrscheinlich bewusst begangen, weil seine Frau mit Jell eine Affäre begonnen hatte und er eifersüchtig war. Diese Motivation wird von Sabine Lehsoll ausgeräumt, da sie erklärt, dass ihr überehrgeiziger Ex-Mann nur an Finanziellem interessiert war. Somit muss jemand für das Verpfuschen der OP sehr viel Geld gezahlt haben, damit sich Mark Lehsoll darauf einließ. Jensen verdächtigt Marlis Jell und sie räumt dies ein. Sie wollte erreichen, dass ihr Mann bei ihr bleibt und nicht mehr als der große Starfußballer anderen Frauen nachjagt. Doch Jensen muss nun erleben, wie Marlis Jell doch zur Mörderin wird. Sie wusste, dass ihre eigene Schwester damals mit ihrem Mann ein Verhältnis hatte, doch als er zu ihr zurückkommen wollte, hat Ulrike das nicht verwunden und Hannes getötet. Als Marlis dies klar wurde, erschoss sie zuerst ihre Schwester und später in einem Showdown mit der Polizei auch ihren Stiefvater, der das gewusst und nie darüber gesprochen hatte. Als Marlis Jell in ihrem Wahn auch Jensen und Özlügül erschießen will, kann sie nur eine von Wolfgang Habedank gezielt geworfene Klootkugel zur Strecke bringen.

## Rezeption

### Einschaltquoten
Die Erstausstrahlung am 27. Februar 2016 erreichte 6,48 Millionen Zuschauer, was einem Marktanteil von 20,3 Prozent entspricht.

### Kritiken
Tilmann P. Gangloff schrieb für tittelbach.tv und meinte zu dieser Folge: „Die ‚Friesland‘-Filme im ZDF gelten als Krimikomödien, aber ‚Klootschießen‘ ist weder spannend noch komisch. Die Figuren treten auf der Stelle, der Plot gibt sich verzwickter, als er ist, und dass es sich bei dem Toten zu Beginn wieder einmal um eine Moorleiche handelt, macht die harmlose, unauffällig inszenierte Geschichte nicht gerade origineller.“
Bei Quotenmeter.de schrieb Sindey Schering: „Besorgniserregend ist, dass den Friesen wohl bereits jetzt die Ideen ausgehen. Der Neunzigminüter handelt davon, dass eine Moorleiche erst identifiziert und daraufhin geklärt werden muss, wer die tote Person einst ums Leben gebracht hat.“ „Der nordisch-spröde Witz der Vorgänger weicht einer niedrigeren Gagquote. Der gebotene Witz ist flacher, alberner und meist vorhersagbarer und die individuell ausgearbeiteten Kommissare sind nun bloß noch ein weiteres, ungleiches Schmunzelkrimi-Gespann wie aus unzähligen anderen Formaten.“ „Aufgrund arg übertriebener Performances der Nebendarsteller ist der Ausgang dieser ‚Friesland‘-Episode nur all zu deutlich – umso bedauerlicher, dass nicht nur die Täterfrage keinerlei Tiefe hat.“

## Running Gag
Als Running Gag ist in einer Hafen- oder Wasserszene jeder Folge, meist in einer Dialogpause, dasselbe kurze Delfingeräusch off camera im Hintergrund hörbar. In Klootschießen erklingt es nach 1:03:39 Minuten.